# Antigua estación Kupferdreh

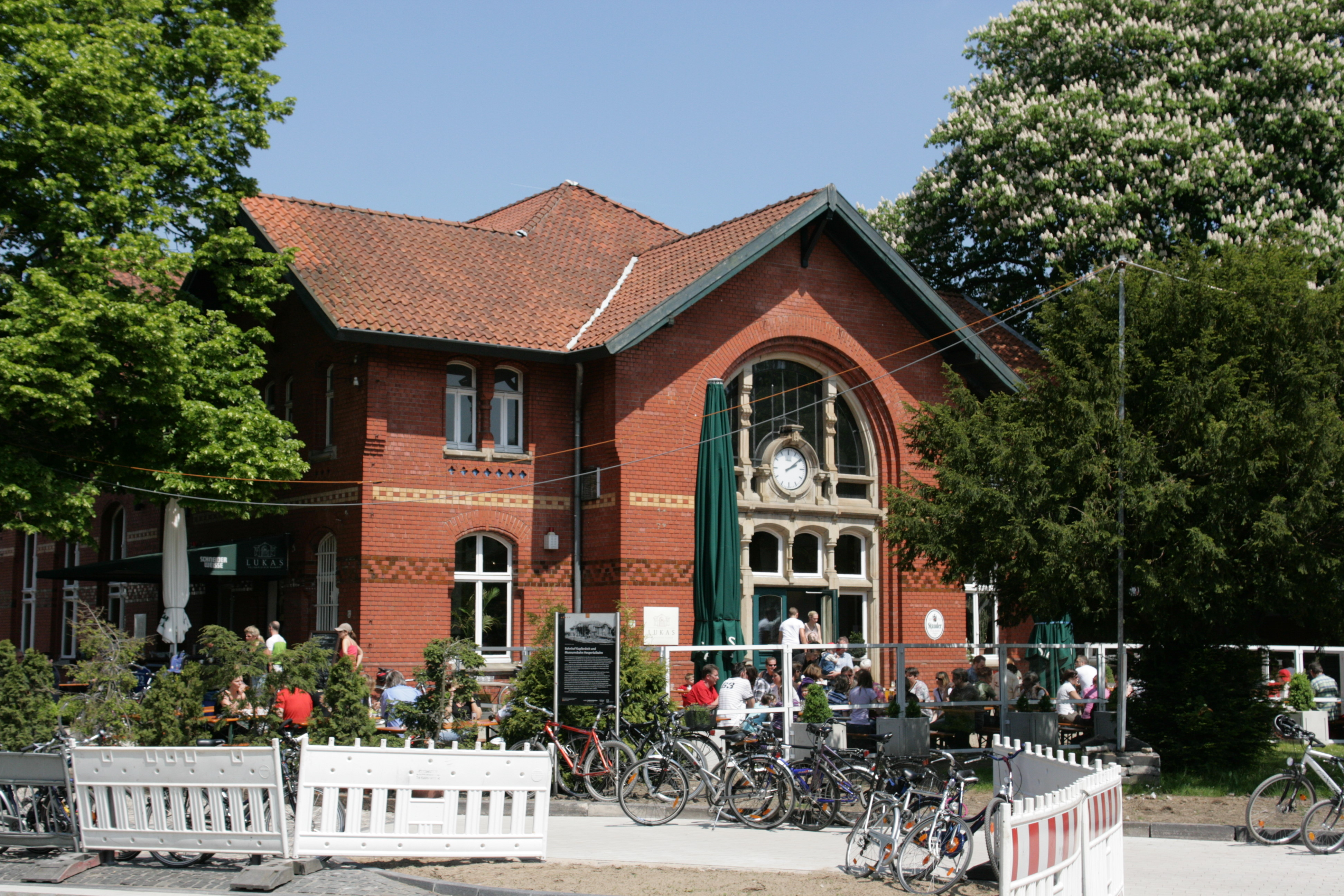
Antigua estación Kupferdreh

La Antigua estación Kupferdreh (en alemán: Alter Bahnhof Kupferdreh) fue construida por los ferrocarriles del estado de Prusia en el distrito de Essen Kupferdreh en el estado alemán de Renania del Norte-Westfalia y se abrió en 1898 para el ferrocarril del Príncipe Guillermo (en alemán Prinz-Wilhelm-Eisenbahn). 
El edificio de entrada se encuentra cerca de la unión del antiguo ferrocarril del valle del Ruhr (Ruhrtalbahn) que iba desde allí a lo largo de la orilla norte del Ruhr y el depósito de Baldeneysee Ruhrort. Este edificio fue inaugurado el 27 de julio de 1898. La estación fue diseñada en forma de una casa de ladrillo de dos pisos con trabajos decorativos de ladrillo, ventanas de diferentes tamaños y un arco de entrada construido con piedra arenisca de color ocre. La decoración de estuco en el primer sitio de la clase de espera, que fue renovado para su uso actual como un amplio comedor, es notable.
El andén delantero, del que partía el histórico Ferrocarril del valle Hesper (Hespertalbahn), perteneció antiguamente al ferrocarril del valle del Ruhr, que cruzaba el Ruhr a unos 200 metros al sur. El ferrocarril o  tren Pörtingsiepen Hesper Valle (Pörtingsiepenbahn) se ramificó y corrió a lo largo de la orilla sur del Ruhr. Un ferrocarril de vía estrecha estrecha, se inauguró en el Valle del Hesper en 1857, sirviendo a las minas en la zona de Velbert. La línea se conecta posteriormente a la mina de carbón Pörtingsiepen en Essen-Fischlaken y como resultado de la línea de Kupferdreh a Hesperbrück se convirtió al ancho de vía estándar en 1877. Una sección de vía estrecha que quedaba en HEFEL se cerró en 1918. Hubo también servicios de pasajeros para el personal de las minas entre 1927 y el cierre de la mina de carbón Pörtingsiepen en 1973. En 1975, la Asociación para la Preservación del F.C. del valle del Hesper (Verein zur Erhaltung der Hespertalbahn e. V.) rescató la línea de la demolición.
Los trenes de la línea S 9 del Rin-Ruhr S-Bahn no se detienen hasta la nueva estación de Essen-Kupferdreh.